# Eucalyptus regnans
Eucalyptus regnans é uma espécie de eucalipto (do grego, eu + καλύπτω = "verdadeira cobertura"), nativa do sudeste da Austrália, na Tasmânia e de Vitória. Historicamente, é conhecida por atingir alturas de mais de 100 metros, e tornando-se uma das espécies de árvores mais alta do mundo. Foi descrita inicialmente  pelo botânico Ferdinand von Mueller em 1871.